# Guylaine Guy
Guylaine Guy, de son véritable nom Guylaine Chailler, est une chanteuse, actrice et artiste visuelle québécoise née à Montréal le 6 avril 1929 et morte dans la nuit du 30 au 31 mars 2024 à Saint-Arnoult.

## Biographie
Guylaine Guy fait ses débuts à Montréal dans le monde effervescent des cabarets en se produisant dans un premier temps Au Faisan Doré en 1950. Elle est élue en 1952 Miss Radio-Télévision par l'hebdomadaire Radiomonde. Elle œuvre quelques années dans les cabarets montréalais souvent entourée de Jacques Normand et Gilles Pellerin.
En 1953, après un bref passage au Bellevue Casino de Montréal et au Moulin Rouge de Boston, Guylaine Guy est engagée comme doublure de Lilo, l'interprète de La Mome Pistache lors de la création de Can-Can de Cole Porter au Shubert Theatre sur Broadway.
Charles Trenet la découvre à Montréal en 1955 et la prendra sous son aile, écrivant des chansons pour elle, dont « Où sont-ils donc ? ». Elle fait une entrée remarquée à l'Olympia avec Charles Trenet et Louis Armstrong. S'installant alors définitivement à Paris en 1956, elle enregistre plusieurs chansons de Trenet et se produit au théâtre Bobino. Elle est nommée espoir de l'année 1956, lors de la remise des Triomphes français.
En 1957, elle joue le rôle de la femme de chambre dans le film La Nuit des suspectes de Víctor Merenda, son unique apparition au cinéma.
Après des tournées en Europe, en Afrique du Nord et au Moyen-Orient, Guylaine Guy revient temporairement au Québec. Elle chante à Montréal lors de l'ouverture de l'hôtel Reine-Élisabeth (en avril 1958), fait quelques apparitions à la télévision et joue le rôle-titre d'Irma la douce avec le Théâtre du Nouveau Monde. En 1963, elle remporte un gros succès au palmarès avec la chanson Salvame Dios.
En 1963, Guylaine Guy se marie avec l'avocat Charles Libman et met sa carrière de chanteuse sur pause. Elle fera un bref retour en 1970 et 1971. Elle s'inscrit ensuite à L'Académie Frochot, dans le quartier Pigalle à Paris, pour apprendre la peinture. Elle deviendra ensuite l'apprentie du tapissier Jean Picart Le Doux, pour qui elle fera du remplissage.
En 1998, elle installe son atelier à Trouville-sur-Mer (Calvados) .
Guylaine Guy est élevée au grade de chevalier dans l'ordre national de la Légion d'honneur, au titre du ministère de la Culture (décret du 13 juillet 2010, promotion du 14 juillet 2010). Sa décoration lui est remise le 18 mars 2011, à la mairie de Trouville-sur-Mer par l'ancien préfet Rémy Pautrat.
Guylaine Guy était la fille de la chanteuse et comédienne québécoise Lise Bonheur (née Léontine Laurendeau), la sœur de la chanteuse québécoise Colette Bonheur et de la chanteuse lyrique et actrice Monique Chailler.
En mars 2022, les éditions du Boréal publient La Princesse du rythme, un roman autour de la vie de Guylaine Guy écrit par la journaliste Catherine Genest. Le titre de ce roman est un clin d'oeil au surnom que Louis Armstrong avait donné à Guylaine Guy.

## Filmographie
- 1957 : Le Coin tranquille de Robert Vernay (chanteuse de la chanson titre)
- 1960 : La Nuit des suspectes de Víctor Merenda